# Удължен стенохитон
Удължените стенохитони (Stenochiton longicymba) са вид панцерни мекотели от семейство Ischnochitonidae.

## Подвидове
- Stenochiton longicymba historia